# Пояна-Сібіулуй
Пояна-Сібіулуй (рум. Poiana Sibiului) — комуна у повіті Сібіу в Румунії. До складу комуни входить єдине село Пояна-Сібіулуй.
Комуна розташована на відстані 240 км на північний захід від Бухареста, 32 км на захід від Сібіу, 108 км на південь від Клуж-Напоки, 146 км на захід від Брашова.

## Населення
За даними перепису населення 2002 року у комуні проживали 2799 осіб.
Національний склад населення комуни:
| Національність | Кількість осіб | Відсоток |
| -------------- | -------------- | -------- |
| румуни         | 2782           | 99,4%    |
| цигани         | 15             | 0,5%     |
| угорці         | 2              | 0,1%     |

Рідною мовою назвали:
| Мова      | Кількість осіб | Відсоток |
| --------- | -------------- | -------- |
| румунська | 2795           | 99,9%    |
| циганська | 2              | 0,1%     |
| угорська  | 1              | < 0,1%   |
| російська | 1              | < 0,1%   |

Склад населення комуни за віросповіданням:
| Релігія       | Кількість осіб | Відсоток |
| ------------- | -------------- | -------- |
| православні   | 2746           | 98,1%    |
| баптисти      | 51             | 1,8%     |
| п'ятдесятники | 1              | < 0,1%   |
| не релігійні  | 1              | < 0,1%   |

## Зовнішні посилання
- Дані про комуну Пояна-Сібіулуй на сайті Ghidul Primăriilor